# Ștefan Lăcustă
Ștefan Lăcustă (dt. „Stefan Heuschrecke“, auch Ștefan V.) (* 1508; † 1540 in Suceava) war vom 18. September 1538 bis zum Dezember 1540 Fürst der Moldau.
Als Enkel von Stephan dem Großen und Sohn des Alexandru handelte es sich bei Lăcustă um den ersten moldauischen Herrscher, der nicht mehr von der autochthonen Bevölkerung gewählt, sondern direkt vom türkischen Sultan bestimmt wurde (in eklatantem Widerspruch zum Vertrag von 1511). Süleyman der Prächtige verjagte im Rahmen seiner Expedition gegen die Moldauer Petru Rareș vom Thron und verleibte dem Ottomanischen Reich den Buceag ein (den Süden des moldauischen Bessarabiens, heute Ukraine). Danach wurde die Befestigungsanlage Tighina am Nistru (russ.: Dnjestr) errichtet.
Ab Februar 1539 unterhielt Lăcustă ausgezeichnete Beziehungen zu Polen, dennoch fürchtete er eine Rückkehr des abgesetzten Fürsten Petru Rareș, dessen er habhaft werden mochte. Obwohl Lăcustă durch die Türken seine Auslieferung durch den Siebenbürger Fürsten Johann Zápolya forderte, gelang es Rareș, selbst nach Istanbul zu gelangen und dort vor dem Sultan seine Unschuld zu beteuern.
Zeitgleich fand in der Moldau eine verheerende Heuschreckenplage statt, der Fürst Ștefan seinen seltsam anmutenden Beinamen verdankt.
Die außenpolitische Haltung von Fürst Ștefan Lăcustă war nur zum Schein von Loyalität gegenüber dem türkischen Sultan geprägt. Der fürstliche Berater Bojar Vartic wurde zum Kaiser des Heiligen Römischen Reiches Deutscher Nation Ferdinand I. gesandt, um ihm im Falle einer militärischen Intervention der Habsburger gegen die Türken den sofortigen Beistand der moldauischen Truppen zu versichern.
Wegen der Gebietsverluste im Südosten der Moldau (Buceag) gelang es dem Fürsten aber nicht, die Sympathien der heimischen Bojaren zu gewinnen. Auch jene Bojaren, die zuvor Rareș verraten hatten, konnten nicht auf Ștefans Seite gezogen werden. Lediglich der Bojar Cozma reüssierte gegen die Türken, wobei er deren in Tighina stationierte Garnison vernichtend schlug.
Als der „Führungsstil“ des Fürsten immer gnadenloser wurde (selbst Bojaren wurden während eines Festmahls ohne Erbarmen enthauptet), fiel er schließlich einem Komplott zum Opfer und wurde am Fürstensitz in Suceava im Schlaf ermordet. Als moldauischer Herrscher folgte ihm der Hatman Alexandru Cornea nach.